# فرح اصولی
فرح اصولی (زادهٔ ۱۳۳۲) نقاش، طراح گرافیک و نگارگر معاصر ایرانی است. سبک نقاشی‌های فرح اصولی ترکیبی از نقاشی مدرن و مینیاتور ایرانی است. مضمون کارهای این نقاش برگرفته از مسائل اجتماعی زنان، اشعار و ادبیات فارسی و تاریخ هنر ایران و جهان است. آثاری از فرح اصولی در مجموعهٔ موزهٔ متروپولیتن نیویورک، موزهٔ هنر مدرن لس آنجلس، موزه ویکتوریا و آلبرت و موزهٔ هنرهای معاصر تهران نگهداری می‌شوند.
او از طرف مادرش نبیرهٔ حاج میر بهاءالدین زنجانی است که از تجار و خیرینِ شهر زنجان در دورهٔ قاجار بوده‌ است.
این هنرمند نقاش، همسر دوم خسرو سینایی کارگردان ایرانی است.

## تحصیلات و فعالیت حرفه‌ای
فرح اصولی دیپلم نقاشی را از هنرستان زیبای دختران و کارشناسی گرافیک را از دانشکدهٔ هنرهای زیبای دانشگاه تهران دریافت کرد. 
اصولی با شروع دوران دانشجویی به کسب تجربه در شاخه های متنوع هنر از جمله بازیگری تئاتر در گروه تئاتر پیاده، طراحی صحنه و عکاسی تئاتر پرداخت و مدتی نیز انیمیشن می ساخت. سپس به مدت چند سال به همکاری با خسرو سینایی کارگردان سینما پرداخت و به عنوان عکاس، منشی صحنه، گرافیست و نیز دستیار او در ساخت آثارش حضور داشت.
او از سال ۱۳۵۱ تا ۱۳۵۵ در استودیو دیزاین و سپس طی سال های۱۳۶۱ تا ۱۳۶۷ در استودیویی که خود به همراه گیزلا وارگا سینایی راه اندازی کرد و آن را استودیو معاصر نامید، فعالیت می‌کرد.
شرکت در نمایشگاه‌های گروهی و انفرادی، تدریس، تصویرسازی کتاب‌های کودکان و دبیری جشنواره‌ها و دوسالانه‌های نقاشی (دوسالانهٔ ششم تهران ۱۳۸۲) از جمله سوابق فعالیت‌های او هستند. 
او همچنین از بنیان‌گزاران گروه هنری دنا نیز می‌باشد.

## کتاب‌ها
در سال ۲۰۲۳ مجموعه آثار هنرمند در کتابی با عنوان بال‌های سوزان: چهار دهه اخیر (عنوان اصلی : Burning Wings: Last Four Decades) توسط انتشارات اسکیرا منتشر شد. 
همچنین در دو کتاب زیر، یک فصل به زندگی و آثار فرح اصولی اختصاص داده شده است:
- Good morning... Good night. Cinque artiste e una curatrice -  نوشته طرلان رفیعی، ناشر Tre Lune Edizioni، چاپ ایتالیا،2018، شابک ‎۹۷۸۸۸۸۹۸۳۲۸۱۳

- Solace of Lovers: Trost Der Liebenden -  نوشته طرلان رفیعی، یاشار صمیمی مفخم، پیتر آسمن، ناشر Haymon Verlag و موزه ایالتی تیرول ، چاپ اتریش، 2020، شابک ‎۹۷۸۳۷۰۹۹۸۱۱۹۱